# ジャック・ノーウェル
ジャック・ノーウェル（Jack Nowell、1993年4月11日 - ）は、トップ14スタッド・ロシュレに所属するラグビーユニオン選手。

## プロフィール
- イングランド・トゥルーロ出身。
- ポジションはウィング(WTB)。
- 身長 180cm、体重 98kg
- U20イングランド代表に選ばれたことがある[1]。
- イングランド代表キャップは46（2024年10月現在）でラグビーワールドカップ2015・ラグビーワールドカップ2019のイングランド代表に選ばれた[2]。
- ブリティッシュ・アンド・アイリッシュ・ライオンズに選ばれたことがある[3]。
- 胸・お腹に鬼のタトゥーを入れている[4]。

## 略歴
レッドルース、プリマスを経て、2012年、エクセター・チーフスに加入。 
2023年、ラ・ロシェルに加入。